# Oberdorf (Alt Rin)
Oberdorf (en alsacià Oberdorf) és un municipi francès, situat a la regió del Gran Est, al departament de l'Alt Rin. L'any 2005 tenia 563 habitants.

## Demografia
| 1962 | 1968 | 1975 | 1982 | 1990 | 1999 |
| ---- | ---- | ---- | ---- | ---- | ---- |
| 419  | 423  | 449  | 457  | 513  | 568  |

## Administració
| Període   | Identitat        | Partit |
| --------- | ---------------- | ------ |
| -1983     | François Grimler |        |
| 1983-1999 | Joseph Lerdung   |        |
| 1999-     | Marcel Hell      |        |